# Mon grand (film, 1924)
Pour les articles homonymes, voir Mon grand.
Pour plus de détails, voir Fiche technique et Distribution.
Mon grand (So Big) est un film américain réalisé par Charles Brabin, sorti en 1924, adapté d'un roman d'Edna Ferber paru la même année.

## Fiche technique
- Réalisation : Charles Brabin
- Scénario : Adelaide Heilbron d'après le roman So Big d'Edna Ferber[1]
- Production : Earl Hudson
- Photographie : Ted D. McCord
- Montage : Arthur Tavares, Marion Fairfax
- Distributeur : Associated First National
- Durée : 9 bobines[2]
- Date de sortie : 28 décembre 1924

## Distribution
- Colleen Moore : Selina Peake[3]
- Joseph De Grasse : Simeon Peake
- John Bowers : Pervus DeJong
- Ben Lyon : Dirk DeJong
- Wallace Beery : Klaus Poole
- Gladys Brockwell : Maartje Poole
- Jean Hersholt : Aug Hempel
- Charlotte Merriam : Julie Hempel
- Dot Farley : Widow Paarleburg
- Ford Sterling : Jacob Hoogenduck

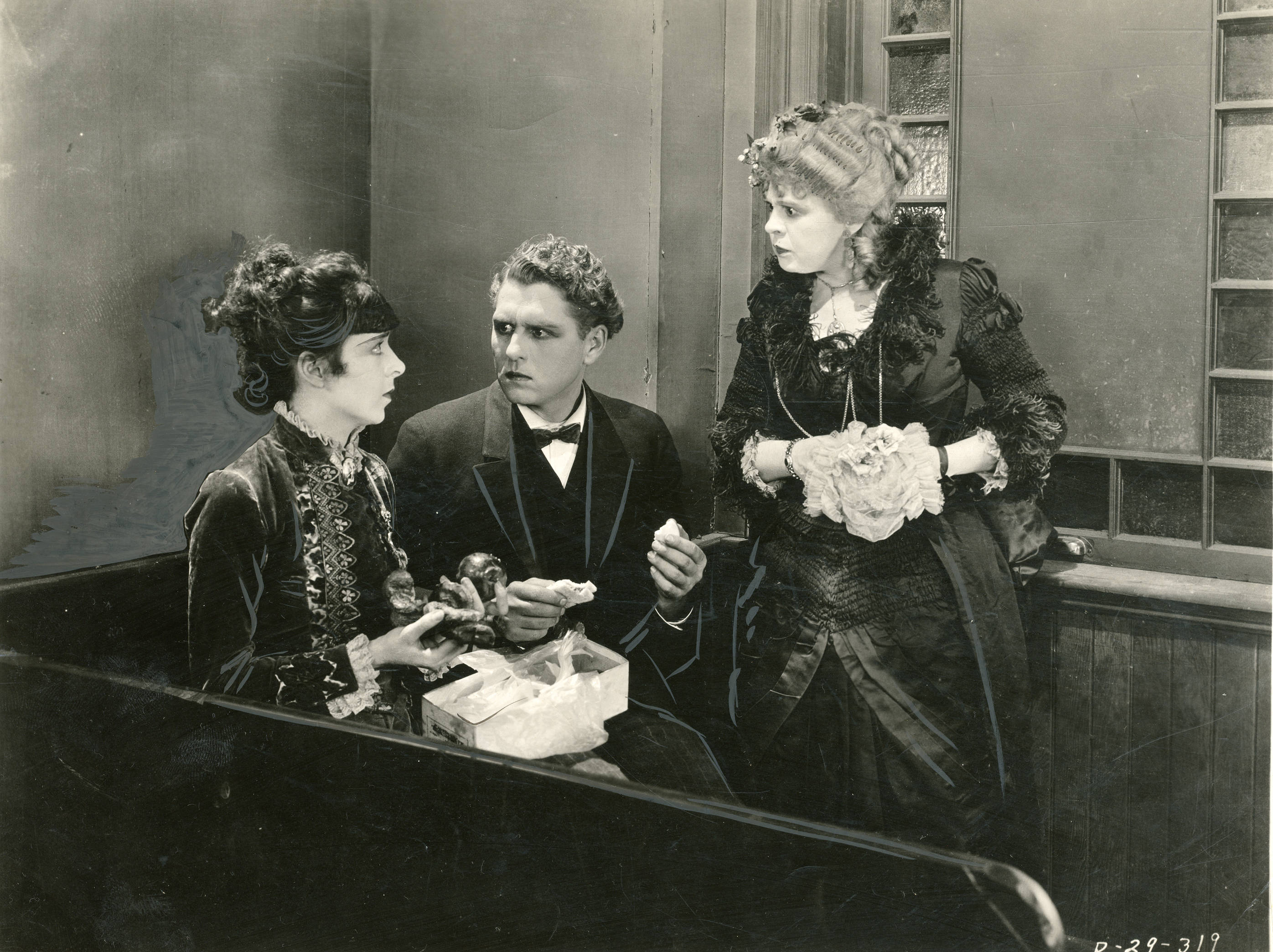
Scène du film So Big.

- Frankie Darro : Dirk DeJong (enfant)
- Henry Hebert : William Storm
- Dorothy Brock : Dirk DeJong
- Rosemary Theby : Paula Storm
- Phyllis Haver : Dallas O'Meara